# Dès le debut
Dès le debut (Nederlands: Vanaf het begin) was een door paus Benedictus XV uitgevaardigde vredesnota op 1 augustus 1917, waarbij hij de strijdende partijen opriep tot beëindiging van de Eerste Wereldoorlog.

## Inhoud
Zal dan het eertijds zo roemrijke en bloeiende Europa als door een algemene waanzin voortgesleept de afgrond tegemoet snellen en de hand lenen tot zijn eigen zelfmoord?
In de nota gaf Benedictus XV aan, dat hij zich vanaf het begin van de Eerste Wereldoorlog ingezet had om tot een snelle oplossing van de oorlog te komen. Hij gaf aan dat hij zich onpartijdig opgesteld had, zorg had gedragen voor de noden van alle betrokkenen ongeacht nationaliteit, afkomst of religie. Ook had hij zich ingezet in de totstandkoming van een vrede tussen de strijdende partijen.
In de nota droeg de paus voorstellen aan hoe in zijn ogen de vrede tot stand moest komen. Prioriteit had de roep om gerechtigheid. Deze kon alleen bereikt worden wanneer de partijen hun wapens zouden neerleggen en aandacht zouden schenken aan de “morele macht van het recht”. Hiervoor was de oprichting van een internationaal gerechtshof een belangrijk middel.
Ook riep Benedictus XV de strijdende partijen op de vroegere landgrenzen te erkennen (Duitsland moest zich daarbij terugtrekken uit België en Frankrijk), maar ook de Duitse kolonies moesten teruggegeven worden aan Duitsland. Om de welvaart en vooruitgang van de volkeren te bevorderen riep de paus tevens op om zorg te dragen voor onbelemmerd verkeer tussen de naties, over land en over zee. Daarnaast vroeg de paus aandacht voor de autonomie van landen op de Balkan en een land als Polen.
Paus Benedictus XV sprak de vurige wens uit dat de oorlogspartijen gehoor zouden geven aan zijn oproep, die hij aan hen richtte uit naam van de goddelijke Verlosser, die allen bij zou staan met zijn raad.

## Nasleep
Ondanks zijn oproep werd weinig gehoor gegeven aan de vredesvoorstellen van de paus door de verschillende partijen. De Amerikanen waren van mening dat de paus zich niet moest inlaten met de oorlogsperikelen. Eugenio Pacelli, de latere paus Pius XII, die in 1917 de plannen van de paus voorlegde aan de Duitse keizer Wilhelm II moest constateren dat de animo voor vrede van Duitse kant niet aanwezig was. Dit laatste had o.a. als oorzaak de terugtrekking van de Russen uit de oorlog door de Russische Revolutie, waardoor Duitsland meende goede kansen te hebben op de overwinning.